# Lukas Sandell
Lukas Sandell (Reslöv, 1997. február 2. –) Európa-bajnok svéd válogatott kézilabdázó, jobbátlövő. A Rhein-Neckar Löwen játékosa.

## Pályafutása

### Klubcsapatokban
Első profi klubjánál, az Ystads IF-nél Sandell fiatal, tapasztalatlan jobbátlövőként a svéd válogatott vezéregyéniségével, Kim Anderssonnal osztozott posztján. Több játéklehetőség reményében 2018-ban szerződött a norvég bajnok Elverum Håndball csapatához. Itt rendszeres játéklehetőséghet jutott a norvég bajnokság mellett a Bajnokok Ligájában is. 2019-ben a norvég bajnokság alapszakaszában Sandell volt csapata leggólerősebb játékosa, 21 mérkőzésen 99 találatot ért el. Két szezon alatt összesen 106 gólt ért el a BL-ben. Két norvég bajnoki címet szerzett csapatával, majd a dán bajnok Aalborg Håndball játékosa lett.
2021-ben bejutott a Bajnokok Ligája döntőjébe, ahol az FC Barcelona ellen 36–23-ra elvesztett mérkőzésen Sandell 8 gólt szerzett. Három nappal később a dán bajnokság döntőjét viszont megnyerték.
2023-ban a Telekom Veszprém KC játékosa lett. 2024 novemberében meghosszabbította a szerződését a magyar csapattal, majd 2025 júliusában bejelentették, hogy közös megegyezéssel felbontják a szerződését és két magyar bajnoki cím megszerzése után a Rhein-Neckar Löwen csapatához igazolt.

### Válogatottban
A svéd felnőtt válogatottban a 2021-es világbajnokság első csoportmérkőzésén debütált, Észak-Macedónia ellen. A tornán egészen a döntőig jutottak, ahol Sandell két gólt szerzett a dán válogatott ellen 26–24-re elvesztett mérkőzésen. Részt vett a 2021-re halasztott tokiói olimpián, ahol ötödik helyen végzett csapatával. A 2022-es Európa-bajnokságot a svéd válogatott nyerte, de Sandell az elődöntőben és a döntőben nem tudott pályára lépni pozitív Covid-tesztje miatt.

## Sikerei, díjai
- Világbajnokság ezüstérmes: 2021
- Európa-bajnokság győztese: 2022
  - 3. helyezett: 2024
- Bajnokok Ligája-döntős: 2021
- Norvég bajnok: 2019, 2020
- Magyar bajnok: 2024, 2025
- Magyar kupagyőztes: 2024
- Dán bajnok: 2021